# Замын-Ууд (станция)
Замын-Ууд (монг. Замын ууд — пограничная железнодорожная станция в Монголии, расположенная на Трансмонгольской железной дороге. Пункт перехода на монголо-китайской границе (на другой стороне границы — станция Эрлянь).
На этой станции осуществляется смена колесных пар с колеи 1520 на 1435 мм.
Расположена в одноименном городе.

## История
В 1955 году завершено строительство железнодорожного пути от станции Улан-Батор до станции Замын-Ууд, построены вокзал и депо. 
С 1 января 1956 года открыто пассажирское сообщение между СССР, Монголией и Китаем.
13 апреля 1995 в Дзамын-ууд был открыт новый железнодорожный вокзал. 